# Diana Simán
Diana Simán (San Salvador, El Salvador, 9 de diciembre de 1992) es una cantante y actriz mexicana. Ha participado en programas de televisión como Tres familias y El Secreto de Selena.Lanzó su primer material discográfico en septiembre de 2018.

## Biografía
Nació en San Salvador, El Salvador el 9 de diciembre de 1992.  En 2014 se mudó a México para continuar formalmente con su carrera artística. Inició la carrera de Dirección y Administración de Empresas en la Universidad Anáhuac. Terminó sus estudios universitarios en 2017.

## Filmografía

### Televisión
| Año  | Telenovela                       | Personaje         |
| ---- | -------------------------------- | ----------------- |
| 2017 | Crónicas de Sábado               | Mónica Larraenza  |
| 2017 | Tres Familias                    | Señorita en París |
| 2017 | Guerra de Ídolos                 | Secretaria        |
| 2017 | La Doble Vida de Estela Carrillo | Unlisted          |
| 2017 | Diablo Guardián                  | Oficinista        |
| 2016 | Vino el Amor                     | Unlisted          |

### Series
| Año  | Serie                        | Personaje           |
| ---- | ---------------------------- | ------------------- |
| 2023 | Travesuras de la Niña Mala 2 | Hostess Francesa    |
| 2021 | El Repatriado                | Mujer Americana     |
| 2019 | Sueño Bendito                | Periodista Francesa |
| 2018 | El Secreto de Selena         | Lady of the Jury    |

### Cine
| Año  | Película     | Personaje  |
| ---- | ------------ | ---------- |
| 2021 | Enfermo Amor | Bridesmaid |

### Teatro
| Año  | Obra                             | Personaje      |
| ---- | -------------------------------- | -------------- |
| 2015 | Playbacks: Por Siempre Estrellas | Meghan Trainor |